# Machias (hrabstwo Cattaraugus)
Lime Lake – jednostka osadnicza w Stanach Zjednoczonych, w stanie Nowy Jork, w hrabstwie Cattaraugus.